# Natacha Krief
Pour les articles homonymes, voir Krief.
Natacha Krief, née le 20 janvier 1993 à Paris, est une actrice française,.

## Filmographie

### Cinéma

#### Longs métrages
- 2018 : Ma fille de Naidra Ayadi : Nedjma [3],[4]
- 2022 : Les Lendemains de veille de Loïc Paillard : Cléo
- 2022 : Le Tourbillon de la vie, de Olivier Treiner : Madeleine
- 2023 : Tu choisiras la vie, de Stéphane Freiss : Tsipporah
- 2024 : La nuit se traîne de Michiel Blanchart : Claire
- 2024 : Rabia, de Mareike Engelhardt : Laïla

#### Courts métrages
- 2021 : Des jeunes filles enterrent leur vie, de Maïté Sonnet
- 2023 : Girls, de Julien Hosmalin

### Télévision
- 2019-2020 : Caïn : Camille . 2021 alex hugo :i iris